# جنگجو (فیلم ۲۰۱۵)
جنگجو (به هندی: Ranbanka) فیلمی محصول سال ۲۰۱۵ و به کارگردانی آریمان است. در این فیلم بازیگرانی همچون مانیش پال، راوی کیشان، پوجا تاکور، رودرا کاشیش، آویناش دویدی ایفای نقش کرده‌اند.